# Eggerberg
Eggerberg (toponimo tedesco) è un comune svizzero di 341 abitanti del Canton Vallese, nel distretto di Briga.

## Storia
Nel 1854 ha inglobato la località di Finnen, già comune autonomo e poi frazione di Mund.

## Monumenti e luoghi d'interesse
- Chiesa parrocchiale cattolica di San Giuseppe, eretta nel 1863[3].

## Società

### Evoluzione demografica
L'evoluzione demografica è riportata nella seguente tabella:
Abitanti censiti